# Eucera andreui
Eucera andreui är en biart som först beskrevs av Dusmet y Alonso 1926.  Eucera andreui ingår i släktet långhornsbin, och familjen långtungebin. Inga underarter finns listade i Catalogue of Life.